# سيرينا بيانكي
سيرينا بيانكي (مواليد 15 يونيو 1974) هي سباحة إيطالية متزامنة سابقة شاركت في الألعاب الأولمبية الصيفية لعام 1996 وفي الألعاب الأولمبية الصيفية لعام 2000.